# Øster Løgum
Øster Løgum (tysk: Osterlügum) er en landsby i Sønderjylland, beliggende 3 km sydøst for Hovslund Stationsby, 6 km vest for Genner, 7 km nord for Rødekro og 11 km nordvest for Åbenrå. Øster Løgum hører til Aabenraa Kommune og ligger i Region Syddanmark.
Øster Løgum hører til Øster Løgum Sogn. Øster Løgum Kirke ligger i landsbyen. Oksevejen går gennem Øster Løgum, og Hærulfstenen ved Oksevejen 1½ km nordøst for Hovslund Stationsby kaldes også Øster Løgum-stenen efter sognet.

## Faciliteter
Øster Løgum Sogns Lokalråd har siden 2015 udgivet "Vores blad" i samarbejde med sognets foreninger. Øster Løgum Bryghus er et hobbybryggeri, der er indrettet i det tidligere vandværk.

## Historie
Øster Løgum er en gammel forteby med gårdene samlet omkring en åben plads, der var fælleseje og samlingspunkt midt i landsbyen.

### Aabenraa Amts Jernbaner
Øster Løgum fik trinbræt med sidespor (tysk: Haltestelle) på Aabenraa Amts Jernbaners linje Aabenraa-Løgumkloster 1901-26. Trinbrættet lå ved kroen. Mod øst fra Fabriksvej 2 er et lille stykke af banens tracé bevaret.

### Kommunen
Sognets kommunekontor fik til huse i den gamle skole, da den blev nedlagt tidligt i 1950'erne. Ved kommunalreformen i 1970 indgik Øster Løgum Sogn sammen med 4 andre sogne i Rødekro Kommune, som ved kommunalreformen i 2007 blev en del af Aabenraa Kommune.

### De senere årtier
Indtil 1960'erne var Øster Løgum en levende og levedygtig landsby. Der var to købmænd, som lukkede hhv. omkring 1980 og i 2001, samt en bager, der lukkede i midten af 1980'erne. Der var smed og hjulmager. Navnet Fabriksvej minder om at Brødrene Friis' Maskinfabrik (BEFA) har ligget i landsbyen.
I dag er der en del parcelhuse i Øster Løgum, men indtil for få årtier siden var der kun landbrugsejendomme og aftægtsboliger. Der var en halv snes landbrug, og 6-7 af dem producerede mælk. Nu er der kun ét landbrug tilbage.